# Desigualtat de Bessel
En matemàtiques, especialment en anàlisi funcional, la desigualtat de Bessel és una proposició sobre els coeficients d'un element {\displaystyle x} en un espai de Hilbert respecte a una successió ortonormal.
Sigui {\displaystyle H} un espai de Hilbert, i suposi's que {\displaystyle e_{1},e_{2},...} és una seqüència ortonormal en {\displaystyle H}. Llavors, per a tot {\displaystyle x} de {\displaystyle H} es compleix que
{\displaystyle \sum _{k=1}^{\infty }\left\vert \left\langle x,e_{k}\right\rangle \right\vert ^{2}\leq \left\Vert x\right\Vert ^{2}}
on <·, ·> denota el producte interior en l'espai de Hilbert {\displaystyle H}. Si es defineix la suma infinita
{\displaystyle X'=\sum _{k=1}^{\infty }\left\langle x,e_{k}\right\rangle e_{k},}
la desigualtat de Bessel ens diu que aquesta sèrie matemàtica convergeix.
Per a una successió ortonormal completa (és a dir, per una successió ortonormal que alhora és una base ortonormal de {\displaystyle H}), hom té la identitat de Parseval, que reemplaça la desigualtat per una igualtat (i conseqüentment {\displaystyle x'} amb {\displaystyle x}).
En àlgebra lineal la desigualtat de Bessel estipula que donat un espai vectorial V amb producte interior definit, donada {\displaystyle \beta =\{\beta _{1},\beta _{2},...,\beta _{n}\}} un subconjunt ortonormal de V, es compleix que per a tot x de V:
{\displaystyle \lVert x\lVert ^{2}\geq \sum _{i=1}^{n}\|\langle x,\beta _{i}\rangle \|^{2}}.